# Hristos răstignit a doua oară
Hristos răstignit a doua oară, în altă versiune Hristos răstignit din nou, (în greacă Ο Χριστός Ξανασταυρώνεται, transliterat: Ό Hristόs Xanastavrόnetai) este un roman din 1950 al scriitorului grec Nikos Kazantzakis.